# Ordine al Merito della Guardia Civil
L'Ordine al Merito della Guardia Civil è un Ordine cavalleresco spagnolo.

## Storia
Questo premio, creato inizialmente come Medaglia al Merito della Guardia Civil, ai sensi della legge n. 19, 1976 (n.DO 123) è stato oggetto di un emendamento con la legge 2/2012, del 29 giugno 2012, che lo ha reso un Ordine vero e proprio, creando una nuova classe, la Gran Croce, e adattando le proprie regole.
L'Ordine si propone di premiare le azioni o comportamenti che risultano rilevanti in modo straordinario per il prestigio del corpo della Guardia Civil e l'interesse del paese.

## Classi
L'Ordine dispone delle seguenti classi di benemerenza:
- Gran Croce: concessa a ufficiali generali, personale civile, unità, organizzazioni e clientelari, per quello che sarà considerato lo status istituzionale, persona amministrative, accademico, o professionali, o un'entità che meriti di essere premiata in considerazione delle circostanze di carattere eccezionale che relative al Corpo della Guardia Civil e della sicurezza pubblica in generale;
- Croce d'Oro: concessa a uccisi o mutilati, temporaneamente o permanente, a seguito di intervento in cui vi è prova di un valore eccezionale o per l'aver eseguito direttamente un servizio con il rischio imminente della propria vita, per un servizio o un fatto importante per il prestigio e l'interesse del corpo e della patria e le straordinarie qualità portate alla luce con un servizio di carattere eccezionale;
- Croce d'Argento: per meriti straordinari, senza lo stato di rischio personale necessario per la Croce d'Oro, che abbiano portato a una significativa collaborazione con la Guardia Civil;
- Croce con decorazione rossa
- Croce con decorazione bianca

| Insegne                      | Insegne                     | Insegne         | Insegne     | Insegne    |
| ---------------------------- | --------------------------- | --------------- | ----------- | ---------- |
|                              |                             |                 |             |            |
| Nastri                       |                             |                 |             |            |
| Croce con decorazione bianca | Croce con decorazione rossa | Croce d'Argento | Croce d'Oro | Gran Croce |

## Insegne
- La Gran Croce è in oro piatto e lucido, con la croce a quattro braccia tese smaltate di bianco con fili d'oro e sormontata da corona reale spagnola. Al centro della croce si trova l'emblema del Corpo in un cerchio smaltato di verde delineato da una corona di rami di alloro d'oro. La croce è delimitata da due leoni e due castelli in argento. La piastra deve essere posto sulla parte anteriore della divisa, nel luogo che le norme in materia di uso delle decorazioni di riserva assegnano alle piastre.
- La Croce d'Oro è in oro smaltata di verde con quattro braccia, in un cerchio rosso, circondato da rami di alloro, vi è l'emblema della Guardia Civil e la scritta "AL MERITO". Sul retro vi sono le lettere "GC" intrecciate con corona reale.
- La Croce d'Argento è come la Croce d'Oro tranne che per il colore bianco del medaglione.
- La Croce con decorazione rossa è come la Croce d'Oro tranne per il fatto che va portata come medaglia.
- La Croce con decorazione bianca è come la Croce d'Argento tranne per il fatto che va portata come medaglia.
- Il nastro cambia a seconda della classe.